# Pčinja (distrito)

Distrito de Pčinja.

O distrito de Pčinja (em sérvio:  Пчињски округ, transl. Pčinjski okrug, pronúncia em servo-croata: pronunciada [ptʃǐɲskiː ôkruːɡ]) é um dos nove distritos administrativos do meridional e oriental da Sérvia. 
Abrange a parte sul da Sérvia, fazendo fronteira com a República do Kosovo, juntamente com a Bulgária e a Macedônia do Norte. Seu centro administrativo é a cidade de Vranje.
Segundo o censo de 2022, o distrito tem uma população de 197.765 habitantes. 
A vila Vranjska Banja está localizada nesta região, e possuí um spa, que leva seu nome, com águas minerais termais usadas para o tratamento de diversas enfermidades.

## Municípios
O distrito de Pčinja abrange os municípios de:
- Vladicin Han
- Surdulica
- Bosilegrado
- Trgovište
- Vranje
- Bujanovac
- Presévo

## Cultura e História
A tribo peônia dos Agrianians ocupou e governou a região na antiguidade.
Os monumentos histórico-culturais de Pčinja datam de mais de cinco séculos atrás. A fortaleza militar mais antiga, a Fortaleza de Marko, foi estabelecida no século XIII. As antigas banheiras de banho públicas turcas, do século XVI, e a Casa do Pasha, de 1765, na qual uma escola primária foi aberta em 1882, também são monumentos conhecidos do distrito.
Em 2001, a insurgência no vale de Presevo chegou aos municípios de maioria albanesa de Preševo e Bujanovac. Além disso, surgiram relatos, em 2006, de que o município de Trgovište, com maioria sérvia, havia ameaçado se juntar a Macedônia do Norte, alegando dificuldades econômicas e uma população em declínio como queixas contra o governo da Sérvia.

## Dados demográficos

### Composição Étnica
| Grupo étnico | População 1991 | População 2002 | População 2011 [a] | População 2022 |
| ------------ | -------------- | -------------- | ------------------ | -------------- |
| Sérvios      | -              | 147.046        | 132.601            | -              |
| Albaneses    | -              | 54.795         | 680                | -              |
| Romani       | -              | 12.073         | 13.826             | -              |
| Búlgaros     | -              | 8.491          | 7.287              | -              |
| Outros       | -              | 5.285          | 4.687              | -              |
| Total        | 243.529        | 227.690        | 159.081            | 197.765        |

## Ligações Externas
- Sítio oficial